# Ben 10: Omniverse (videojogo)
Ben 10: Omniverse é um jogo de vídeo baseado no desenho animado de ação-comédia de mesmo nome. O jogo foi publicado pela D3 Publisher em novembro de 2012 para PlayStation 3, Xbox 360, Nintendo DS, Nintendo 3DS, Wii e Wii U.
Ele também está disponível para download digital a partir de 11 de dezembro de 2012, na Nintendo eShop da Wii U, a PlayStation Store para a PS3 e a Xbox Live Arcade para Xbox 360 na América do Norte e Europa, com custo de US $30 CAD, US $10 CAD menor do que o valor de venda.